# Grön konservatism
Grön konservatism är en kombination av konservatism och ekologism. Omsorg för miljön har uttryckts av konservativa politiker och filosofer genom den moderna konservatismens historia. De första personer som politiskt drev miljöfrågor var ofta konservativa, företrädesvis med utgångspunkt i lokala traditioner för jordbruk, jakt, fiske, livsmedelsproduktion och skogsvård.
Anders Krüger skriver i Den konservativa trädgården (2022):
| ” | En del av den kritik som, orättvist, drabbar konservatismen med avseende på t ex miljöförstöring, slit-och-släng-filosofi och allmän hänsynslös girighet, är snarast relaterad till industriell nyliberalism och ej traditionell konservatism. | „ |

Han skriver också att "det finns mycket som indikerar att den moderna miljörörelsen i grunden är konservativ till sin natur, åtminstone avseende sin minsta gemensamma nämnare: bevarande, förvaltande och närhet till naturen".

## Regionala varianter

### Danmark
I Danmark är Konservative Folkeparti del av Folketingets gröna block. De motsatte sig den danska jordbruksreformen år 2016 på grund av miljöhänsyn.

### Litauen
I det litauiska parlamentsvalet 2016 blev Litauiska bondefolkunionen det största partiet i en överraskningsseger med 51 platser.

### Storbritannien

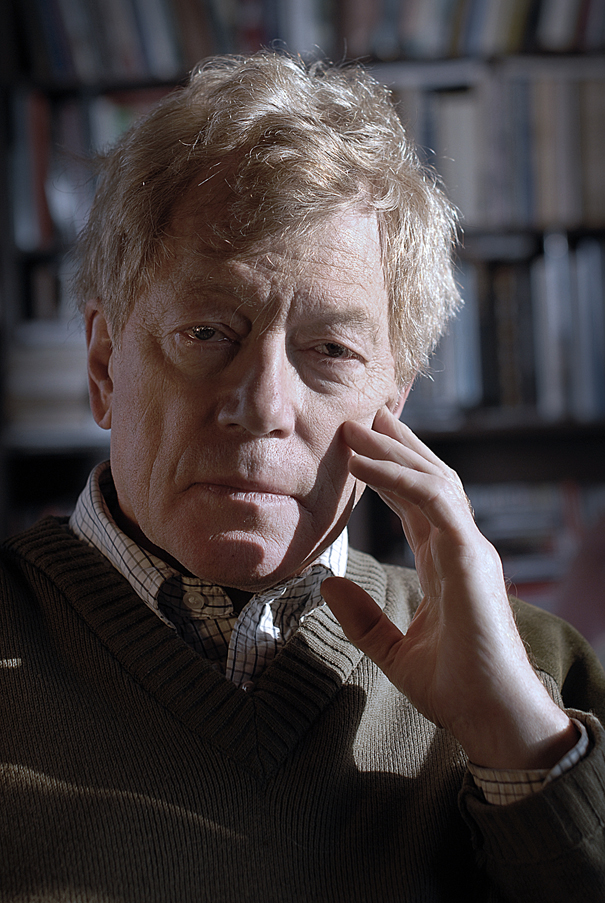
Roger Scruton (1944–2020) företrädde grön konservatism.

Vid det Konservativa partiets konferens år 1988 sade Margaret Thatcher: ”Vi konservativa är inte bara jordens vänner – vi är dess väktare och förvaltare för kommande generationer. Kärnan i Tory-filosofin och i miljöfrågan är densamma. Ingen generation har ett friköp på denna jorden. Allt vi har är en livslång hyresrätt med ett fullt reparationskontrakt. Denna regering avser att uppfylla villkoren i det hyresavtalet till fullo.”
De senaste decenniernas internationellt mest välkände konservative filosof, Roger Scruton, har företrätt grön konservatism i sin bok How to Think Seriously about the Planet: The Case for an Environmental Conservatism (2012). Han talar om behovet av en grön konservatism som bygger på kärlek till plats och arv.
År 2019 godkände den avgående premiärministern Theresa May planer på att bli den första stora ekonomin att stifta nya lagar som skulle minska utsläppen till nettonoll år 2050.

### Sverige
På svensk mark har grön konservatism förespråkats av moderaterna Anders Björck och Anders Arfwedson i den konservativa stridsskriften Oövervinneliga tankar i urval (1968), där de tar ställning för miljön och riktar kritik mot konsumism, materialism och otyglad kapitalism. Den adlige traditionalisten Magnus Stenbock gjorde sig känd som djur- och naturvän under efterkrigstiden, då frågor såsom djurindustrin och miljöförstöringen ännu inte hade erhållit internationell uppmärksamhet. En av Sveriges främsta konservativa filosofer, Tage Lindbom, var också bekymrad över miljöförstöringen under denna tid och ansåg att människan hade ett ansvar att förvalta livet och resurserna på jorden.

### Tyskland
De gröna som regerar i delstaten Baden-Württemberg under ministerpresident Winfried Kretschmann har beskrivits som mera konservativa än sina federala motsvarigheter och Kretschmann identifierar sig som grönkonservativ.
I Tyskland bildades Ekologiskt-demokratiska partiet av mera högerorienterade avhoppare från De gröna år 1982. Det skiljer sig från De gröna genom att visa mindre stöd för invandring och begränsningar av statens makt i straffrättsliga frågor, genom att inte fokusera på homosexuellas och lesbiskas rättigheter och genom att ha en annan syn på feminism.

### Österrike
Den andra Kurz-regeringen i Österrike introducerade ett regeringsprogram som kombinerade typiskt gröna politiska idéer såsom miljövård och typiskt konservativa ståndpunkter i ämnen som integration, migration och ekonomisk politik.